# Gelria

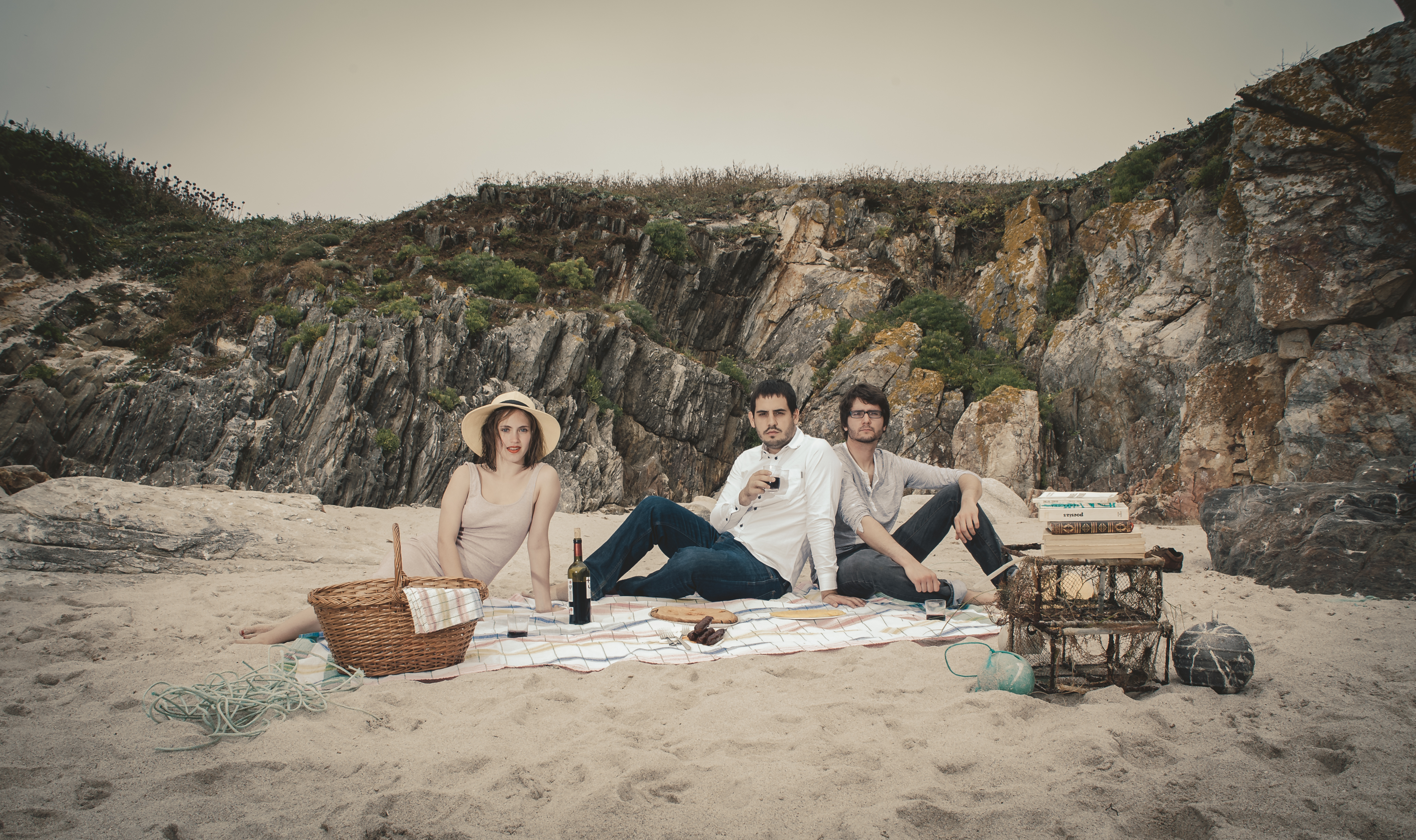
Gelria en las Illas Sisargas.

Gelria es un grupo de música gallega creado en el año 2014. Está formado por Elena Tarrats (voz), Federico Mosquera (piano) y Mario G. Cortizo (percusión). El trío lleva en funcionamiento desde comienzos del 2014 y ha tocado en Holanda y Barcelona. En Galicia su presentación tuvo lugar en la compostelana Casa das Crechas dentro del Festival Feito a Man 2015, seguido de otros conciertos por la geografía gallega.
Recibe el nombre del buque holandés en el que el poeta rianxeiro Manuel Antonio estuvo embarcado en sus viajes a América.

## Cantos de Poeta

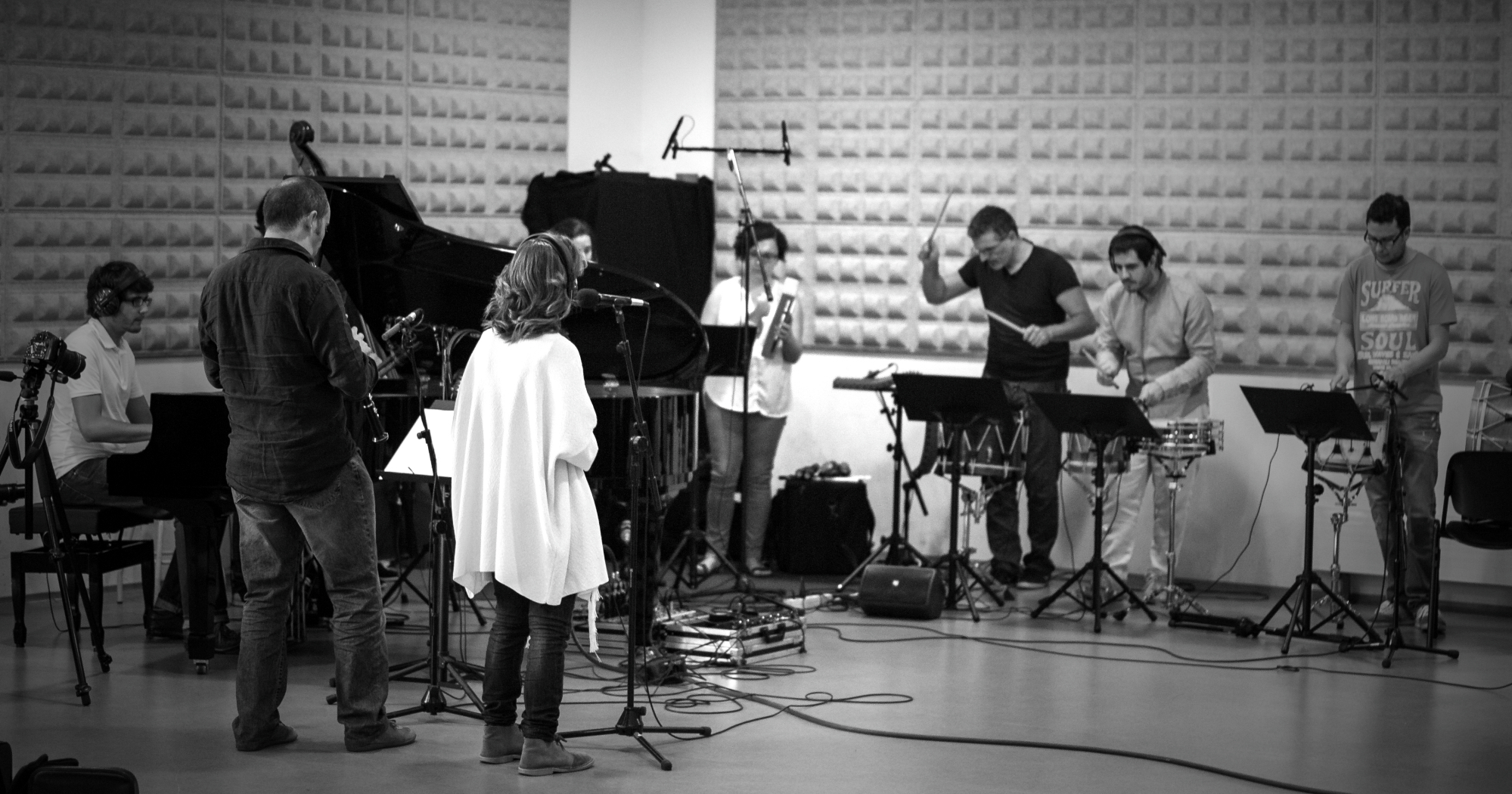
Foto de la grabación de Cantos de Poeta.

Cantos de Poeta (2016) es el primero trabajo discográfico de Gelria. Consiste en una antología con catorce poemas de la lírica gallega de todos los tiempos puestos en música por Mosquera y Cortizo, desde el Rexurdimento de Curros Enríquez y Rosalía de Castro hasta autores actuales como Xosé Luis Méndez Ferrín o Chus Pato. Editado en formato libro disco, cuenta con un prólogo de Xosé Lois Romero y viene acompañado de ilustraciones y fotografías, con todos los textos traducidos a inglés, castellano y portugués por Erín Moure, Mª Rosario Soto y Carlos Quiroga. Cantos de Poeta es un disco de producción propia grabado íntegramente en directo con medios técnicos de la Radio Gallega bajo la dirección de Pablo Barreiro. 
En la grabación del disco colaboraron Xosé Lois Romero (acordeón y percusión), Pablo Pérez (contrabajo), Rubén Fernández (voz), Mariana Montero, María Montero y Alejandra Montero (voz y pandereta, miembros de Lilaina), Benxamín Otero (oboe y corno inglés), Cibrán Seixo (violín), Paula Santos (viola), Rosalía Vázquez (violoncello), Roberto Bao (percusión), Isabel Diego (percusión) y Ana Gayoso (percusión).